# Daniele Garozzo
Daniele Garozzo (* 4. srpna 1992 Acireale, Itálie) je italský sportovní šermíř, který se specializuje na šerm fleretem. Bratr Enrico Garozzo reprezentuje Itálii v šermu kordem.
Itálii reprezentuje od druhého desetiletí jednadvacátého století. Na olympijských hrách startoval v roce 2016 v soutěži jednotlivců a družstev. V soutěži jednotlivců získal na olympijských hrách 2016 zlatou olympijskou medaili. V roce 2015 obsadil druhé místo na mistrovství Evropy v soutěži jednotlivců. S italským družstvem fleretistů vybojoval v roce 2015 titul mistrů světa a v roce 2016 vybojoval s družstvem druhé místo na mistrovství Evropy.
Na LOH 2020 získal stříbrnou medaili v soutěži jednotlivců po finálové porážce s Cheung Ka Longem z Hongkongu. V týmové olympijské soutěži obsadil s italskou reprezentací páté místo. Na evropském šampionátu v červnu 2022 v Antalyi vyhrál v individuální i v týmové soutěži. Na mistrovství světa v šermu 2022 byl členem vítězného družstva a mezi jednotlivci vypadl v osmifinále. 
Vystudoval medicínu na Università degli Studi di Roma Tor Vergata.